# Gerald McCullouch
Gerald McCullouch (Huntsville (Alabama), 30 maart 1967) is een Amerikaanse acteur, filmregisseur, filmproducent en schrijver.

## Biografie
McCullouch heeft van oorsprong Iers en Schots bloed.
Hij weigerde een beurs voor een studie op Savannah College of Art and Design om te gaan studeren in de BFA Musical Theatre Program op de Universiteit van Florida.
McCullouch overleefde een auto-ongeluk dat hem een tijd in een coma hield. Hierna begon hij aan zijn acteercarrière in Atlanta (Georgia), waarbij hij verscheen in tv-reclamespotjes en op reclameaffiches. Zijn eerste professionele optreden deed hij op zestienjarige leeftijd als zanger in een country & western-revue in Six Flags Over Georgia.
Hij heeft in zijn carrière twee prijzen gewonnen, namelijk in 2002 voor het Rhode Island International Film Festival in de categorie Beste korte film met de televisiefilm The Moment After en in 2003 voor het Fort Worth Gay and Lesbian International Film Festival in de categorie Beste korte dramafilm met de televisiefilm Quintessence.
McCullough begon in 1990 met acteren in de televisieserie In the Heat of the Night. Hierna heeft hij nog meerdere rollen gedaan in televisieseries en televisiefilms, zoals Beverly Hills, 90210 (1995) en CSI: Crime Scene Investigation (2000-2010).

## Filmografie

### Films
Uitgezonderd korte films.
- 2019: The Divorce Party - als Alex
- 2019: Blood Bound - als sheriff Martin Sparks
- 2016: BearCity 3 - als Roger Beam
- 2015: Daddy - als Colin McCormack
- 2015: The Atticus Institute - als Steven West
- 2014: High School Possession - als priester
- 2012: BearCity 2: The Proposal - als Roger Beam
- 2011: G.W.B. – als nieuwsomroeper (stem)
- 2010: BearCity – als Roger
- 2010: The Mikado Project – als Dennis
- 2009: Hungry for Love – als Lamont Fowler
- 2006: Locked – als Rhys O’Conner
- 2002: The Moment After – als Tracey
- 2000: Auggie Rose – als mr Lark
- 2000: Home the Horror Story – als agent
- 1999: Pirates of Silicon Valley – als Rod Brock
- 1999: Smut – als verslaggever

### Televisieseries
Uitgezonderd eenmalige gastrollen.
- 2012-2014: Hustling - als Geoffrey - 12 afl.
- 2000-2010: CSI: Crime Scene Investigation – als Bobby Dawson – 36 afl.
- 1998-1999: Melrose Place – als Frank – 2 afl.
- 1995: Beverly Hills, 90210 – als Dan McGrath – 4 afl.

### Filmproducent
- 2023 Stuck in Greece: An LGBT Refugee Crisis - documentaire
- 2019 All Male, All Nude: Johnsons - documentaire
- 2017 All Male, All Nude - documentaire
- 2016 BearCity 3 - film
- 2015 Daddy - film
- 2012 BearCity 2: The Proposal - film

### Filmregisseur
- 2023 Stuck in Greece: An LGBT Refugee Crisis - documentaire
- 2019 All Male, All Nude: Johnsons - documentaire
- 2017 All Male, All Nude - documentaire
- 2015 Daddy - film
- 2012 BearCity 2: The Proposal - film

### Scenarioschrijver
- 2023 Stuck in Greece: An LGBT Refugee Crisis - documentaire
- 2019 All Male, All Nude: Johnsons - documentaire
- 2017 All Male, All Nude - documentaire
- 2002 The Moment After - korte film

- Gemeinsame Normdatei: 1150896337
- International Standard Name Identifier: 0000 0003 9596 6950
- Library of Congress Control Number: no2012147502
- Virtual International Authority File: 290787727
- WorldCat: E39PBJvhk4xTTD8ftbFRC3bTpP